# 츠바쿠로
츠바쿠로(일본어: つば九郎/つばくろう)는 일본 프로 야구 도쿄 야쿠르트 스왈로즈의 마스코트 캐릭터이다. 같은 마스코트 캐릭터 츠바미는 츠바쿠로의 여동생에 해당한다.
- 등번호:2896
- 생년월일: 알아차려 주세요.
- 출신지: 일본
- 신장・체중: 팀 내에서 5번째 정도의 압도적인 레귤러 클래스
- 혈액형: 운룡형
- 마스코트 경력: 야쿠르트(1994~)